# Zrenjanin
Zrenjanin (em Sérvio: Зрењанин) é uma cidade da Sérvia, capital do distrito da Banato Central na província autônoma de Voivodina, Sérvia. A área urbana da cidade possui uma população de 76.511 habitantes, enquanto a área administrativa da cidade possui 123.362 habitantes (2011).[carece de fontes?]

## Nome
A cidade recebeu o nome de Žarko Zrenjanin (1902-1942) em 1946 em homenagem e lembrança de seu nome. Um dos líderes dos partidários comunistas da Voivodina durante a Segunda Guerra Mundial, ele foi preso e libertado após ser torturado pelos nazistas por meses e depois morto enquanto tentava evitar a recaptura.
O antigo nome sérvio da cidade era Bečkerek (Бечкерек) ou Veliki Bečkerek (Велики Бечкерек). Em 1935, a cidade foi renomeada para Petrovgrad (Петровград) em homenagem ao rei Pedro I da Sérvia. Foi chamado Petrovgrad de 1935 a 1946.

## História

### Pré-história
A pré-história pode ser dividida em Paleolítico - Idade da Pedra Antiga e Neolítico - Nova Idade da Pedra. Nas regiões de Zrenjanin, não foram encontrados sítios arqueológicos do Paleolítico. A única exceção faz a descoberta da cabeça do mamute e outros ossos encontrados nas margens do rio Tisa, perto de Novi Bečej, no ano de 1952. Os sites arqueológicos descobertos, no entanto, indicam que essas regiões já haviam sido habitadas no início do período neolítico sobre 5000 anos aC. O sítio arqueológico mais importante desse período é o chamado Krstić tumulus, perto de Mužlja, a cerca de 10 km de Zrenjanin. Aqui foram encontradas as cerâmicas, com ornamentos interessantes . Ao lado do terreno da cervejaria foram achados ásperos, com cerâmicas finas coloridas, ornamentos (cultura Starčevo). O Neolítico do meio apareceu em nossa região como cultura Vinča e Potisje, no decurso do rio Tisa. O que torna essa área importante é o fato de que a influência de duas culturas paralelas passou por ela ao mesmo tempo. A Idade do Ferro ainda não foi suficientemente explorada. Foram encontradas algumas regiões com alguns materiais arqueológicos da Idade do Ferro: na área residencial Šumicauma ponta de uma lança foi encontrada e, perto da fábrica de petróleo, foram descobertas peças de cerâmica da Idade do Bronze.
No início da era comum, essa área era povoada por muitas tribos nativas, mas também por muitas tribos recém-chegadas: os ilírios, os celtas, os godos, os sármatas e os jazghs. No final do século III e meados do século IV, na área de Zrenjanin e arredores, apareceu a tribo sármata Roxolani.

## Geografia
Zrenjanin está situado na margem oeste do planalto de Banato loess, no local onde o rio Begej, canalizado, deságua no antigo curso de água do rio Tisza. O território da cidade é predominantemente plano. A cidade de Zrenjanin está situada a uma longitude de 20 ° 23 'leste e uma latitude de 45 ° 23' norte, no centro da parte sérvia da região de Banato, nas margens dos rios Begej e Tisza. A cidade está localizada a 80 metros acima do nível do mar.

## Transporte
Zrenjanin não tem mais um operador de transporte público, pela primeira vez em sua história recente, após a privatização e subsequente falência da Autobanat. Atuava como empresa de transporte público da cidade e como serviço regional de transporte público para as cidades próximas de (Novi Sad, Belgrado, Kikinda, Vršac), etc.